# Marcin Pągowski
Marcin Pągowski (ur. 5 września 1978 w Złotoryi) – polski pisarz fantasy.
Z wykształcenia archeolog (pracę magisterską napisał między innymi o średniowiecznych pochówkach z zabiegami antywampirycznymi) i informatyk. Obecnie mieszka i pracuje w Londynie.
Pod koniec lat dziewięćdziesiątych założył i współredagował fanzin poświęcony fantastyce "de profundis". Zadebiutował w roku 2008 w magazynie "Science Fiction, Fantasy i Horror" opowiadaniem Córa lodowych pustkowi, następnie publikował w "Nowej Fantastyce" artykuł o tym jak w dawnych czasach zabezpieczano się przed wampirami. Działa w ruchu rekonstrukcji historycznej XVII wieku.

## Publikacje

### Zbiory opowiadań

#### Hedaard z Aumalle
- Zima mej duszy, Fabryka Słów 2011 ISBN 978-83-7574-364-7
- Trzech cnotliwych morderców, Genius Creations 2015 (zapowiedź)

### Opowiadania
- Córa lodowych pustkowi - "Science Fiction, Fantasy i Horror" 11 (37) 2008
- Jako wola twoja - "Science Fiction, Fantasy i Horror" 7 (69) 2011
- Modlitwa za Gamar - magazyn sieciowy "Fahrenheit" 1/2013
- Casus de Strigis - w antologii Księga wampirów, Studio Truso, Warszawa 2014, ISBN 978-83-63966-08-9
- Evviva l'arte! - w antologii I żywy stąd nie wyjdzie nikt, Fabryka Słów, 2014, ISBN 978-83-7574-883-3

### Artykuły
- Powroty umarłych, czyli jak nasi przodkowie radzili sobie z upiorami - "Nowa Fantastyka" 11 (326) 2009